# Uribante
Uribante is een gemeente in de Venezolaanse staat Táchira. De gemeente telt 22.500 inwoners. De hoofdplaats is Pregonero.